# Chung kết play-off National League 2025
Trận Chung kết play-off National League 2025, được biết tới với tên gọi Chung kết thăng hạng Vanarama National League vì lý do tài trợ là trận đấu bóng đá tổ chức vào ngày 1 tháng 6 năm 2025 tại Sân vận động Wembley, London giữa Oldham Athletic và Southend United.
Trận đấu tìm ra đội thứ hai và cuối cùng thăng hạng lên EFL League Two. Nhà vô địch National League 2024–25 sẽ tự động thăng hạng lên EFL League Two, trong khi các đội xếp từ vị trí thứ hai đến thứ bảy sẽ thi đấu play-off, Oldham Athletic kết thúc ở vị trí thứ năm trong khi Southend United kết thúc ở vị trí thứ bảy, cả hai đội đều vượt qua vòng loại trừ để đến trận chung kết.

## Đường đến trận chung kết
| VT | Đội                 | ST | T  | H  | B  | BT | BB | HS  | Đ   |
| -- | ------------------- | -- | -- | -- | -- | -- | -- | --- | --- |
| 1  | Barnet              | 46 | 31 | 9  | 6  | 97 | 38 | +59 | 102 |
| 2  | York City           | 46 | 29 | 9  | 8  | 95 | 42 | +53 | 96  |
| 3  | Forest Green Rovers | 46 | 22 | 17 | 7  | 69 | 42 | +27 | 83  |
| 4  | Rochdale            | 46 | 21 | 11 | 14 | 69 | 44 | +25 | 74  |
| 5  | Oldham Athletic     | 46 | 19 | 16 | 11 | 64 | 48 | +16 | 73  |
| 6  | FC Halifax Town     | 46 | 19 | 13 | 14 | 50 | 46 | +4  | 70  |
| 7  | Southend United     | 46 | 17 | 17 | 12 | 59 | 48 | +11 | 68  |

### Tứ kết
| 14 tháng 5 năm 2025 | Oldham Athletic                                         | 4–0      | FC Halifax Town | Oldham                                                                        |  |
| 19:45 BST           | - Garner 4' - Kitching 10' - Fondop 13' - Pritchard 54' | Chi tiết |                 | Sân vận động: Boundary Park Lượng khán giả: 10,865 Trọng tài: Aaron Bannister |  |

| 15 tháng 5 năm 2025 | Rochdale                            | 3–4 (s.h.p.) | Southend United                                        | Rochdale                                                                         |  |
| 19:45 BST           | - Rodney 8', 56' (ph.đ.) - Bird 28' | Chi tiết     | - Ralph 22' - Hopper 74' - Parillon 80' - Kendall 101' | Sân vận động: Spotland Stadium Lượng khán giả: 5,560 Trọng tài: Andrew Humphries |  |

### Bán kết
| 20 tháng 5 năm 2025 | York City | 0–3      | Oldham Athletic                               | York                                                                                     |  |
| 19:45 BST           |           | Chi tiết | - Garner 23' - Yoganathan 49' - Pritchard 51' | Sân vận động: York Community Stadium Lượng khán giả: 8,153 Trọng tài: Zac Kennard-Kettle |  |

| 21 tháng 5 năm 2025 | Forest Green Rovers        | 2–2 (s.h.p.) (2–4 p) | Southend United               | Nailsworth                                                             |  |
| 19:45 BST           | - Inniss 62' - Osadebe 94' |                      | - Goodliffe 54' - Bridge 116' | Sân vận động: The New Lawn Lượng khán giả: 3,937 Trọng tài: David Rock |  |

## Trận đấu

### Chi tiết
| Oldham Athletic                                    | 3–2 (s.h.p.) | Southend United                            |
| -------------------------------------------------- | ------------ | ------------------------------------------ |
| - Garner 48' (ph.đ.) - Norwood 110' - Harratt 112' | Chi tiết     | - Monthé 5' (l.n.) - Chambers-Parillon 91' |

| Oldham Athletic | Southend United |

| GK               | 1  | Mathew Hudson      |       |      |
| CB               | 2  | Reagan Ogle        |       |      |
| CB               | 16 | Charlie Raglan (c) |       |      |
| CB               | 6  | Manny Monthé       | 90+2' |      |
| RM               | 29 | Joe Pritchard      | 45+2' | 67'  |
| CM               | 24 | Corry Evans        | 79'   | 101' |
| CM               | 28 | Vimal Yoganathan   |       | 84'  |
| CM               | 4  | Tom Pett           |       |      |
| LM               | 3  | Mark Kitching      |       | 98'  |
| CF               | 9  | Mike Fondop        |       |      |
| CF               | 14 | Joe Garner         |       | 75'  |
| Thay người:      |    |                    |       |      |
| GK               | 31 | Tom Donaghy        |       |      |
| DF               | 5  | Shaun Hobson       | 100'  | 98'  |
| MF               | 10 | Tom Conlon         |       | 84'  |
| MF               | 15 | Jordan Rossiter    |       | 114' |
| FW               | 17 | Jesurun Uchegbulam | 114'  | 67'  |
| FW               | 26 | Kian Harratt       |       | 101' |
| FW               | 30 | James Norwood      |       | 75'  |
| Huấn luyện viên: |    |                    |       |      |
| Micky Mellon     |    |                    |       |      |

| GK               | 1  | Nick Hayes             |     |      |
| CB               | 16 | Harry Taylor           |     |      |
| CB               | 20 | Ben Goodliffe          |     |      |
| CB               | 3  | Nathan Ralph (c)       |     |      |
| RM               | 2  | Gus Scott-Morriss      |     |      |
| CM               | 22 | Keenan Forson          |     | 114' |
| CM               | 8  | Noor Husin             |     |      |
| CM               | 17 | Cav Miley              | 8'  | 77'  |
| LM               | 7  | Jack Bridge            |     | 64'  |
| CF               | 21 | Tom Hopper             | 90' | 93'  |
| CF               | 24 | Charley Kendall        |     | 64'  |
| Thay người:      |    |                        |     |      |
| GK               | 25 | Nathan Harness         |     |      |
| DF               | 4  | George Wind            |     |      |
| DF               | 15 | Joe Gubbins            |     | 114' |
| MF               | 19 | Leon Chambers-Parillon |     | 64'  |
| MF               | 28 | Oli Coker              |     | 77'  |
| FW               | 9  | Macauley Bonne         |     | 64'  |
| FW               | 11 | Josh Walker            |     | 93'  |
| Huấn luyện viên: |    |                        |     |      |
| Kevin Maher      |    |                        |     |      |